# Король Євген Григорович
Євге́н Григо́рович Коро́ль (нар. 21 травня 1947, Сталіно, СРСР) — колишній радянський футболіст та український футбольний тренер. Найбільш відомий за виступами у складі сімферопольської «Таврії», донецького «Шахтар» та низки інших українських клубів.

## Життєпис
Євген Король народився у місті Сталіно (нині — Донецьк), де й почав робити перші кроки у великий футбол. Протягом 1966—1967 років виступав у складі донецького «Локомотива», а у другій половині 1967 року перейшов до лав місцевого «Шахтаря», однак стати основним гравцем «гірників» так і не зміг. У 1970—1971 роках захищав кольори жданівського «Металурга», був одним з ключових футболістів команди.
На початку 1972 року Євген Король перейшов до команди міста Чернігова, що була утворена на базі київського СКА. У «армійському» клубі півзахисник провів два сезони, протягом яких відзначився 14 забитими м'ячами. Впевнена гра Короля не могла не привернути увагу вищих за класом клубів і у 1974 році він опинився у складі сімферопольської «Таврії», що виступала у першій лізі чемпіонату СРСР. Разом з кримським клубом футболіст став фіналістом Кубка УРСР та здобув «бронзу» першої ліги, а у 1980 році кримська команда випередила усіх переслідувачів та, посівши перше місце у першій лізі, здобула право на підвищення у класі. Щоправда, у вищій лізі Король за сімферопольців вже не зіграв, завершивши кар'єру футболіста на мажорній ноті.
У 1982 році Євген Григорович входив до тренерського штабу «Таврії». Протягом 1992—1994 очолював донецький «Шахтар-2» Д, що згодом змінив назву на «Металург» (Костянтинівка), а другій половині 1994 був призначений головним тренером шахтарської «Медіти». Саме з цим клубом, на базі якого у 1996 році було утворено донецький «Металург», пов'язані основні тренерські успіхи Короля. У сезоні 1995/96 він здобув разом з клубом «срібло» групи «Б» другої ліги чемпіонату України, а у 1996/97 — «золото» першої ліги та путівку до найвищого українського дивізіону. Втім, до дебюту у вищій лізі команду готував вже інший тренер, а Євген Король повернувся до системи донецького «Шахтаря», знову очоливши другу команду «гірників».

## Досягнення
Здобутки гравця
- Переможець першої ліги чемпіонату СРСР (1): 1980
- Бронзовий призер першої ліги чемпіонату СРСР (1): 1977
- Фіналіст Кубка УРСР (1): 1975

Тренерські здобутки
- Переможець першої ліги чемпіонату України (1): 1996/97
- Переможець групи «В» другої ліги чемпіонату України (1): 1997/98
- Срібний призер групи «Б» другої ліги чемпіонату України (1): 1995/96

## Сім'я
- Син — Король Ігор Євгенович (1971 р.н), український футболіст, найбільш відомий за виступами у складі донецького «Металурга» та тернопільської «Ниви».